# Avantika Vandanapu
Avantika Vandanapu, née le 25 janvier 2005, parfois créditée sous le nom d'Avantika, est une actrice et danseuse américaine.
Elle travaille dans plusieurs films indiens en langues télougou et tamoul. En 2021, elle joue dans le film original de Disney Channel Spin et en 2022, le rôle de Janet Singh dans la comédie américaine Senior Year. Elle est également la deuxième gagnante de l'émission de télé-réalité Zee TV Dance India Dance Lil Masters North America. En 2024, elle interprète le rôle de Karen Shetty dans Mean Girls, une adaptation cinématographique de l'adaptation du spectacle de Broadway du film Lolita malgré moi de 2004.

## Jeunesse
Vandanapu est née dans une famille télougou à San Francisco, en Californie,. Sa famille est originaire d'Hyderabad au Telangana, en Inde. Elle suit des cours d'art dramatique à l'American Conservatory Theatre (en).

## Carrière
En 2014, Vandanapu remporte la deuxième place au Dance India Dance Lil Masters (édition Amérique du Nord).
Vandanapu entre dans le cinéma télougou en 2015 et signe pour deux films. Elle est sélectionnée pour jouer le rôle de Chutki dans Krishna Gaadi Veera Prema Gaadha (en) de 14 Reels Entertainment, sorti en février 2016. Vandanapu fait officiellement ses débuts en tant qu'enfant actrice dans Brahmotsavam aux côtés de Mahesh Babu, Kajal Aggarwal, Samantha et Pranitha Subhash (en) dont le tournage commence le 16 septembre 2015. Elle apparaît ensuite dans le film Manamantha de Chandra Shekhar Yeleti. Plus tard, elle signe pour Premam avec Naga Chaitanya et Shruti Hassan, dans lequel elle incarne la version plus jeune de Madonna Sebastian.
En 2021, Vandanapu joue le rôle principal de Rhea Kumar dans le film original de Disney Channel, Spin qui met en vedette Meera Syal, Abhay Deol, Aryan Simhadri, Michael Bishop, Jahbril Cook, Anna Cathcart et Kerri Medders. Le film reçoit des commentaires positifs de la part des critiques, Udita Jhunjhunwala de Firstpost la décrivant comme un « délice », louant en outre ses « yeux pétillants, [alors] qu'elle glisse dans le restaurant avec autant de facilité qu'elle trouve son rythme derrière la console de mixage ».
En 2024, Vandanapu interprète Karen Shetty dans l'adaptation cinématographique de la comédie musicale Mean Girls de Broadway, basée sur le film de 2004 du même nom. Le film reçoit des critiques mitigées, mais sa performance est saluée. Écrivant pour The Guardian, Peter Bradshaw salue Vandanapu comme le point culminant « parmi les méchantes filles », ajoutant qu'« elle obtient la meilleure chanson du film ».

## Filmographie

### Cinéma
- 2016 : Brahmotsavam (en) de Srikanth Addala : la cousine de Babu
- 2016 : Manamantha (en) de Chandra Sekhar Yeleti : Swathi
- 2016 : Premam de Chandoo Mondeti : Sindhu jeune
- 2017 : Rarandoi Veduka Chudham (en) de Kalyan Krishna Kurasala : Bhramaramba jeune
- 2017 : Balakrishnudu (en) de Mallela Pavan : Aadhya jeune
- 2017 : Oxygen (en) de A. M. Jyothi Krishna : Avanthika
- 2018 : Agnyaathavaasi (en) de Trivikram Srinivas : la fille de Sampath
- 2021 : Spin (en) de Manjari Makijany : Rhea Kumar
- 2021 : Boomika (en) de Rathindran R. Prasad : Boomika
- 2021 : Moxie de Amy Poehler : la fille de la classe d'échecs
- 2022 : Senior Year de Alex Hardcastle : Janet Singh
- 2024 : Mean Girls : Lolita malgré moi de Arturo Pérez Jr. et Samantha Jayne : Karen Shetty
- 2024 : Horrorscope (en) de Spenser Cohen et Anna Halberg[11]
- 2024 : Les Cartes du mal (Tarot) de Anna Halberg et Spenser Cohen
- TBA : A Crown of Wishes : la princesse Gauri (également productrice exécutive)[12]

### Télévision
- 2019-2021 : Mickey et ses amis : Top Départ ! : Sraeena Tapoor (2 épisodes, voix)
- 2020 : Journal d'une future présidente : Monyca (7 épisodes)
- 2020-2022 : Mira, détective royale : plusieurs personnages (30 épisodes, voix)
- 2022 : The Sex Lives of College Girls : Priya (1 épisode)